# 环境自净能力
环境自净能力，是指自然环境可以通过太陽能分解大气、水流的扩散、氧化以及微生物的分解作用，将污染物化为无害物的能力。
环境的自净能力是有限的，当污染物的数量超过环境自净能力时，污染的危害就不可避免地发生，生态系统就受到破坏。